# Пащенко Інна Олексіївна
Пащенко Інна Олексіївна (нар. 4 квітня 1968 року, с. Новоселівка, Конотопський район, Сумська область) — український політик, депутат Конотопської міської ради.

## Біографія
Народилась 4 квітня 1968 року в селі Новоселівка Кузьківської сільради Конотопського району, Сумської області.

### Освіта
З 1986 по 1991 роки — Київський національний педагогічний університет ім. М. П. Драгоманова, спеціальність «Вчитель математики та фізики».

З 1994 по 1997 роки — КНЕУ, спеціальність «Фінанси».

З 2004 по 2007 роки — магістратура та аспірантура ПВНЗ «Європейський університет» (м. Київ), спеціальності «Економіка підприємства», «Математичні методи, моделі та інформаційні технології в економіці».

## Родина
Одружена. Двоє дітей.